# Koratikere, Belur
Koratikere là một làng thuộc tehsil Belur, huyện Hassan, bang Karnataka, Ấn Độ.